# Loreen
Lorine Zineb Nora Talhaoui (født 16. oktober 1983 i Stockholm), bedre kendt under sit kunstnernavn Loreen (tidligere også Lorén), er en svensk sanger og musikproducer med berbisk baggrund. Hun har repræsenteret Sverige ved Eurovision Song Contest i hhv. 2012 og 2023 og vundet begge gange.

## Karriere
Hun blev kendt da hun deltog i Sveriges udgave af Idols i 2004.
Loreen vandt Melodifestivalen 2012 med sangen "Euphoria", og repræsenterede Sverige ved Eurovision Song Contest 2012 i Baku, Aserbajdsjan hvor hun vandt. Hun fik point fra 40 ud af de 41 voterende lande, med Italien som undtagelsen, og fik deraf 18 12-taller. Hendes sejr var den femte svenske grand prix sejr.
Hun deltog også i Melodifestivalen 2011 med sangen "My Heart Is Refusing", der dog ikke nåede til finalen.
Loreen vandt også Eurovision Song Contest 2023 i Liverpool med sangen Tattoo og er dermed den anden person der nogensinde har vundet Eurovision Song Contest mere end en gang. Hun er desuden den første kvindelige artist, som har vundet konkurrencen to gange.

## Diskografi
- Heal (2012)
- Ride (2017)